# Coelioxys costaricensis
Coelioxys costaricensis là một loài Hymenoptera trong họ Megachilidae. Loài này được Cockerell mô tả khoa học năm 1914.